# 法医病理学

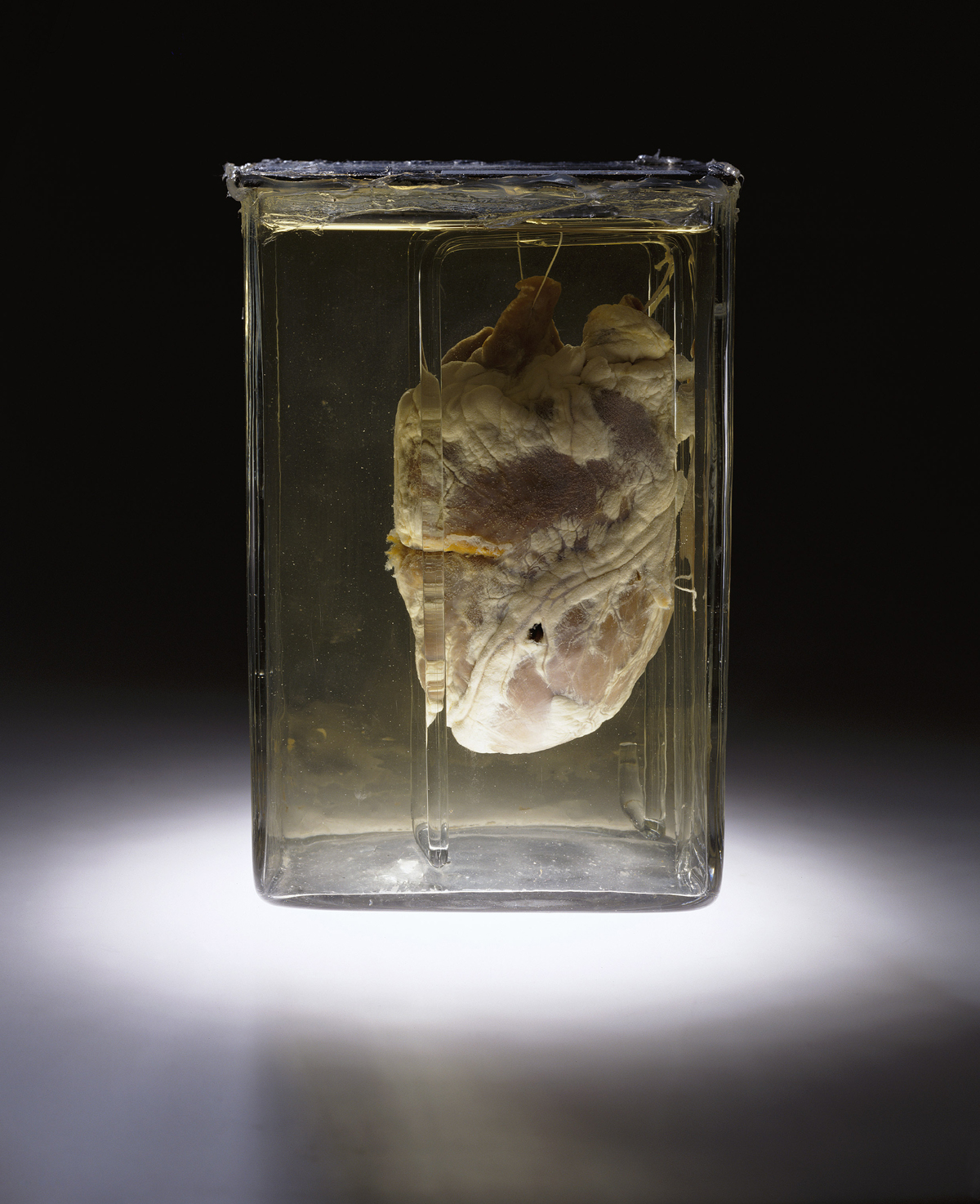
被害者の心臓

法医病理学（ほういびょうりがく、英: Forensic Pathology、フォレンジック・パソロジー）とは、死体を調べることによって死因を特定することに焦点を当てた病理学である。

## 概要
各国の制度により異なるが、死後の病理解剖は一般に、刑事事件（司法解剖）（一部の地域では民事でも - 行政解剖）の際に、監察医・病理専門医によって行われる。検死官もまた、死体の身元を確認するよう求められることが多い。法医学や検死、病理医などのページも参照。

## 職務
法医病理学は法医学の応用であり、病理医は解剖病理学の訓練を修了した法医病理学を専門とする医師である。「完全な資格をもつ」法医病理学者になるための要件は国によって異なる。（後述）
法医病理学者は、死因を突き止めるために検死・解剖を行う。その報告書「剖検診断書」、「病理解剖学的診断書」、「死亡診断書」、「死体検案書」などには、以下のような要点にまとめられる。
- 人体の死につながる病理学的プロセス（内因性・外因性）
- 死亡時の状況（例：殺人・事故・自然死・自殺・不明） [1]

## 死因の調査
特に原因不明の不審死とされる死が調査され、死者の死因や生前に負った損傷およびその程度を解剖や組織検査等を実施した上で、医学的な診断を下すことになる。ほとんどの国では、これは法病理学者や検視官、監察医、診療医、などによって行われる。

### 用語は一貫していない
同じ国内でも、一部の区域では「Medical Examiner（日本でいう検視官や監察医に相当）」という役職は、医師以外の職員に対しても使用される。ただし、法律によっては、医師、病理学者、または法病理学者であることが求められる場合がある。
同様に、「Coroner（同じく日本でいう検視官や監察医に相当）」も、医師と非医師の両方に適用される。歴史的には、検視官は必ずしも医師ではなかった（多くの場合、主に町の死刑執行人が行うものであった）。ただし、区域によっては「検死官」という役職は、医師にのみ適用される場合もある。

### カナダの場合
カナダでは、州や準州によって（coronerとMedical Examiner）のシステムが混在している。オンタリオ州では、検死官は医師、ケベック州では混在、ブリティッシュコロンビア州は、主に非医師。

### アメリカの場合
米国では、検死官（coroner）は通常、特定の地域の地方公務員である。大部分の検死官は医学博士の学位は持っておらず、法執行官、裁判官、葬儀長、緊急医療技術者、看護師などそれぞれとなっている。これとは対照的に、医療審査官（Medical Examiner）は、通常、医学博士を持つ医師である。

## 歴史
ドイツ語圏のヨーロッパでは、法医病理学に関する講義が18世紀半ばはフライブルク、1804年からはウィーンで定期的に開催されていた。
法病理学は、その後、1959年に病理学のアメリカの理事会で認められた。
カナダでは、2003年に正式に承認され、カナダの王立外科医科大学後援の下、正式な訓練プログラムが確立されている。

## 教育
ほとんどの英語圏の国では、法病理学は解剖病理学の一種とされている。その資格要件は国によって以下のように異なっている。

### オーストラリア
オーストラリアで法病理学者としての資格を得るには、以下の三つ方法がある。法病理学のみを学び（かなりの量の解剖学的病理学の知識が依然として必要であるが）、法病理学試験に2つ合格すること。または、解剖病理学の訓練を開始し、最初の解剖病理学試験を完了することです。これには最低3年かかり、その後法病理学だけ学び、法病理学試験を完了するために続けます。これには最低2年かかる。最後の方法は、解剖病理学の研究員としての資格を得るため、最低5年間の解剖病理学の訓練を完了し、それから法病理学における12か月の訓練と試験の合格が必要となる。

### カナダ
カナダでは、解剖病理学は、5年間のレジデント期間がある。法病理学者を目指すレジデントは、さらに1年間かかる。法病理学は、ロイヤルカレッジの副専門分野である。トロント大学、アルバータ大学、マクマスター大学には3つのトレーニングプログラムも存在している。

### インド
インドでは、この専門職は一般的に法医学と毒物学と呼ばれている。博士号（法医学）の学位にむけて、3年間の研究と訓練を完了しなければならない。または、国家試験審議会が実施する試験に合格 するという方法もある。大半は、さまざまな医科大学の法医学および毒物学科に所属している助教、准教授、および教授である。各政府機関は、管轄に応じて年間100〜5,000の剖検を実施しており、定期的に専門家証人として裁判所に出頭しなければならない。この専門分野の最大の協会は、インド法医学アカデミー  （IAFM）であり、季刊誌の法医学アカデミー定期的に発行している。

### インドネシア
インドネシアでは、法医学（forensic medicine）は"kedokteran kehakiman" としても知られ、医学部を修了後3年間の専門プログラムを受講する。それは解剖病理学および臨床病理学とは別のものである。プログラムが完了すると、法医学の専門家は、Spesialis Forensik、またはSp.Fという称号を取得。公の場では、Dokter Forensik （ "法医学医"）として扱われることもある。正式な教育期間は9年間である。

### イギリス
イギリスでは、解剖病理学は5年間の研修期間（レジデント）がある。合格者は、英国王立病理学者協会の会員資格を得て一般医事評議会（GMC）の専門家登録される資格が与えられる。

### アメリカ
米国では、法病理学者は通常、解剖病理学のレジデントを完了し、米国病理委員会または米国オステオパシー 病理委員会が管理する「理事会」試験に合格した後、少なくとも1年間の追加の訓練を修了する必要がある（ボード認定"）。解剖病理学それ自体は3年間のレジデント期間である。ほとんどの米国の病理医は、解剖病理学と臨床病理学の両方において、合計4年間を要する。
米国では、高校卒業後の教育期間は通常13〜15年（4年間の学部課程+ 4年間の医学部+ 4〜5年間の居住期間[解剖学と臨床病理学を合わせ] + 1〜2年）病理学フェローシップ）。一般的に、最大のハードルは医学部への入学で、解剖学と法病理委員会のそれぞれの試験の合格率（米国内）は約80-90と90-100％となっている。

## メディア
病理学者は、犯罪ドラマにおいてごく一般的な登場人物である。以下の代表的なテレビシリーズで病理学者が登場する。
- 女検死医ジョーダン
- モース警部
- Shadowhunters
- Dr.刑事クインシー の主任医師、R.クインシー博士
- イギリスのドラマシリーズ「 サイレントウィットネス 」の主人公、サマンサライアン博士
- 'Mortuaryの検死官、NetflixホラーシリーズChilling Adventures of Sabrinaの主人公。